# Mankyua chejuense
Mankyua chejuense är en låsbräkenväxtart som beskrevs av B.-y. Sun, M. H. Kim och C. H. Kim. Mankyua chejuense ingår i släktet Mankyua och familjen låsbräkenväxter. Inga underarter finns listade i Catalogue of Life.